# Vệ Thương công
Vệ Thương công (chữ Hán: 衛殇公, trị vì: 559 TCN-547 TCN,), là vị quân chủ thứ 26 của nước Vệ - chư hầu nhà Chu trong lịch sử Trung Quốc.

## Thân thế
Sử sách ghi chép không đồng nhất về thân thế cũng như tên thật của ông. Theo Sử ký thì ông tên là Cơ Thu, con trai của Vệ Mục công - vua thứ 24 nước Vệ và là em của Vệ Hiến công - vua thứ 25 nước Vệ. Hán thư thì cho rằng tên thật của ông là Cơ Phiếu.

## Lên ngôi vua
Bấy giờ Vệ Hiến công ham mê tửu sắc, ít quan tâm tới chính sự, lại bất hoà với 2 đại phu Tôn Lâm Phủ và Ninh Thực, những người có quyền hành lớn ở nước Vệ. Năm 559 TCN, Tôn Lâm Phủ nổi loạn, Vệ Hiến công phải trốn sang nước Tề. Hai đại phu họ Tôn và họ Ninh lập Cơ Phiếu lên ngôi, tức là Vệ Thương công.

## Trị vì
Năm 557 TCN, Vệ Thương công bắt đầu ra hội thề với các chư hầu Tấn, Tống, Lỗ, Trịnh. Ông được sự thừa nhận của chư hầu. Những lần thề như thế càng làm cho Vệ ngày càng trở nên lệ thuộc vào Tấn.
Tôn Khoái (con Tôn Lâm Phủ) đi săn ở biên giới nước Tào, khi cho ngựa uống nước ở Trọng Khưu làm vỡ bình nước. Người ấp Trọng Khưu chửi mắng Tôn Khoái. Tôn Khoái bèn cùng Thạch Mãi mang quân đánh Tào, chiếm ấp Trọng Khưu. Tào Thành công bèn sai sứ báo với Tấn Bình công. Sang năm sau, Tấn Bình công vì nước Tào bèn bắt Thạch Mãi khi Thạch Mãi đi sứ, sau đó lại mang quân đến Thuần Lưu bắt Tôn Khoái.
Năm 556 TCN, nhân việc Tề Linh công lấn chiếm biên giới phía bắc nước Lỗ, Tấn Bình công bèn tập hợp chư hầu. Vệ Thương công theo sự kêu gọi của Tấn Bình công, mang quân quân cùng các nước Lỗ, Tống, Trịnh, Tào, Cử, Chu, Đằng, Tiết (薛), Kỷ, Tiểu Chu (小邾) cùng đánh Tề. Tướng Tấn là Tuân Yển sai cắm nhiều cờ trong rừng làm nghi binh khiến quân Tề tưởng rằng quân các nước rất đông đảo.
Tề Linh công thấy thanh thế liên quân 12 nước rất lớn, bỏ chạy về cố thủ ở kinh thành Lâm Tri. Quân Tấn cùng các nước chư hầu đuổi theo vây thành Lâm Tri, đốt phá nhà cửa ở ngoại thành rồi rút đi.
Năm 554 TCN, Vệ Thương công hợp binh với Tấn, sai Tôn Lâm Phủ cùng Loan Phường nước Tấn đi đánh Tề, vì nước Tề chứa Vệ Hiến công. Quân hai nước không thắng phải rút lui.
Năm 551 TCN, Tề Trang công thù Tấn và Vệ, nhân có việc giúp đại phu Loan Doanh nước Tấn về nước giành lại binh quyền, bèn ra quân giúp Loan Doanh, đánh Tấn và Vệ. Sau đó Loan Doanh bại trận và bị diệt ở Khúc Ốc, Tề Trang công thu quân về nước.

## Kết cục
Kết cục của Vệ Thương công được sử sách đề cập không giống nhau.
Theo Tả Truyện, năm 548 TCN, Vệ Hiến công bắt đầu tìm đường về nước, đến đất Di Nghi. Con Ninh Thực là Ninh Hỉ bàn với Hiến công phải nhờ công tử Tử Tiễn. Mẹ Hiến công và Thương công là Kính Tự nài nỉ người em là Tử Tiễn giúp Vệ Hiến công về nước. Vệ Hiến công hứa với Ninh Hỉ nếu về được nước sẽ giao quyền chính cho họ Ninh, còn mình chỉ giữ thờ tự. Ninh Hỉ bàn với Cừ Bá Ngọc không được đồng tình, bèn bàn với Hữu tể Cốc đều, quyết định làm binh biến.
Vệ Thương công giao quyền chính cho Tôn Lâm Phủ. Lâm Phủ giữ ấp Thích, sai con là Tôn Gia đi sứ nước Tề, người con khác là Tôn Tương giữ kinh đô nước Vệ.
Tháng 2 năm 547 TCN, Ninh Hỉ và Hữu tể Cốc mang quân đánh Tôn Tương tại kinh đô. Tôn Tương bị thương chạy về nhà cố thủ, đến nửa đêm đó thì chết. Nghe tin nhà họ Tôn khóc, Ninh Hỉ biết không còn ai bảo vệ cho Vệ Thương công, bèn mang quân đánh vào cung. Vệ Thương công bị quân Ninh Hỉ sát hại.
Theo Sử ký, năm 547 TCN, Ninh Hỉ và Tôn Lâm Phủ xảy ra bất hòa. Vệ Thương công tin theo Ninh Hỉ đánh họ Tôn. Tôn Lâm Phủ sang nước Tấn xin vua Tấn giúp Vệ Hiến công về nước. Tề Cảnh công bèn cùng Vệ Hiến công sang Tấn xin. Tấn Bình công bèn đem quân đánh Vệ, dụ Vệ Thương công sang Tấn. Thương công và Ninh Hỉ phải sang yết kiến Tấn Bình công, liền bị bắt giữ. Vua Tấn đưa Hiến công về nước. Sau đó không rõ kết cục của Vệ Thương công.